# Голенищево (Тутаевский район)
В Ярославской области есть ещё две деревни Голенищево, в Ярославском и Некоузском районах
Голенищево — деревня Артемьевского сельского округа Артемьевского сельского поселения Тутаевского района Ярославской области .
Деревня находится к северо-западу от Тутаева. Она расположена с юго-западной стороны от федеральной трассы Р151 Ярославль—Рыбинск, на участке Тутаев — Рыбинск, на удалении около 1 км от трассы. С юго-востока от деревни протекает небольшой ручей, подпитывающий систему прудов к северо-востоку от деревни. На расстоянии 1 км к югу от Голенищево на левом берегу реки Рыкуша стоит деревня Мартыново. На таком же расстоянии к западу деревня Уварово .
Деревня Голенищева указана на плане Генерального межевания Борисоглебского уезда 1792 года. В 1825 Борисоглебский уезд был объединён с Романовским уездом. По сведениям 1859 года деревня относилась к Романово-Борисоглебскому уезду .
На 1 января 2007 года в деревне Голенищево числился 1 постоянный житель . По карте 1975 г. в деревне жило 13 человек. Почтовое отделение, находящееся в городе Тутаев, обслуживает в деревне Голенищево 17 домов .